# Melta Point
Der Melta Point (englisch; bulgarisch нос Мелта nos Melta) ist eine felsige Landspitze an der Nordküste der Livingston-Insel im Archipel der Südlichen Shetlandinseln. Sie liegt 1,4 km ostsüdöstlich des Siddons Point und 1,5 km nördlich des Gipfels des Teres Ridge, dessen nördlicher Ausläufer die Landspitze darstellt.
Bulgarische Wissenschaftler kartierten sie im Zuge der Vermessung der Tangra Mountains zwischen 2004 und 2005. Die bulgarische Kommission für Antarktische Geographische Namen benannte sie 2005 nach der antiken Stadt Melta, die heute im Gebiet der Stadt Lowetsch im Norden Bulgariens liegt.